# Cymbacha similis
Cymbacha similis är en spindelart som beskrevs av Ludwig Carl Christian Koch 1876. Cymbacha similis ingår i släktet Cymbacha och familjen krabbspindlar. Inga underarter finns listade i Catalogue of Life.